# ファルコネット砲

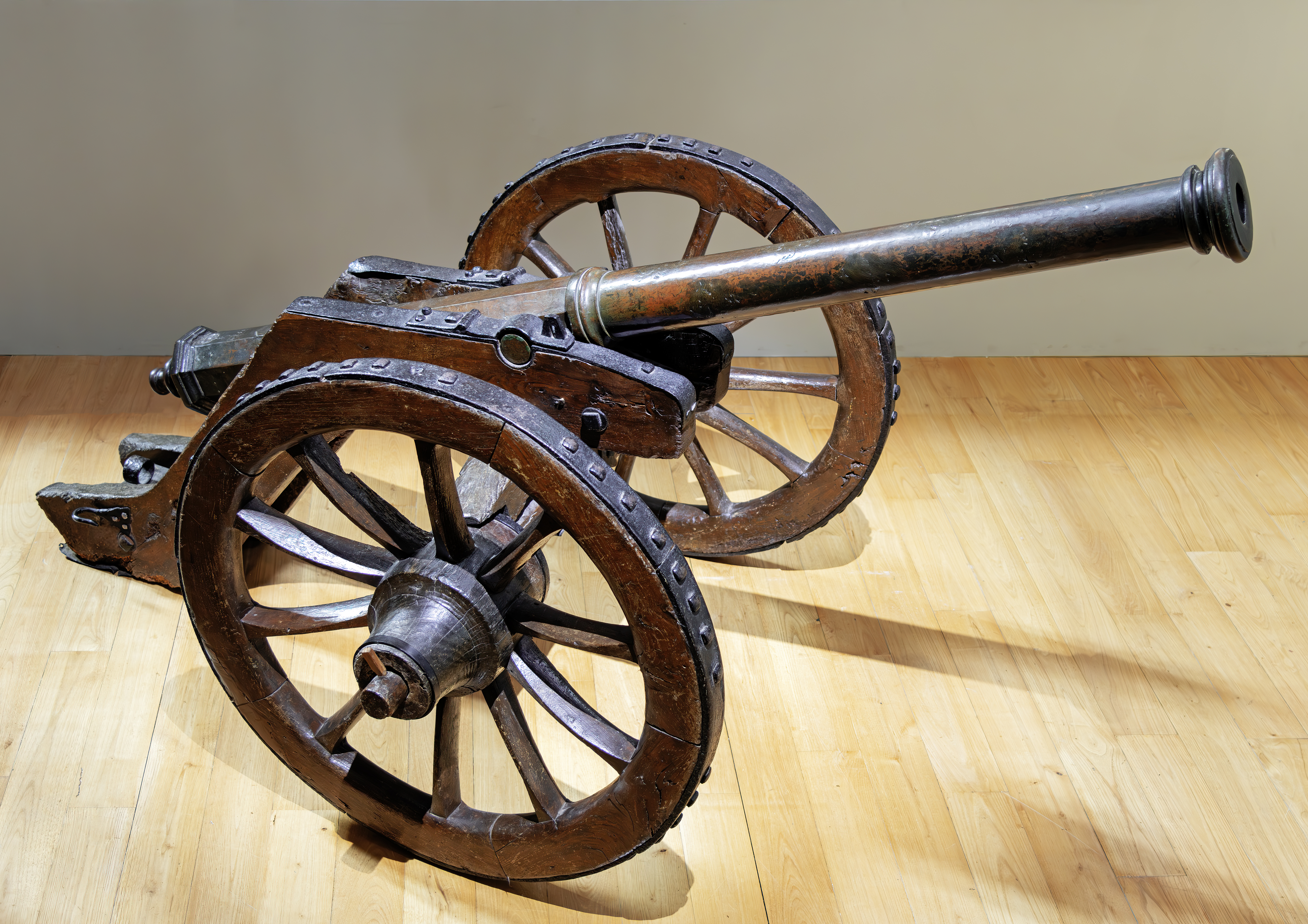

ファルコネット砲（ファルコネットほう、Falconet）は、中世後期からルネサンス時代にかけてよく用いられた大砲の一種。5-7cmという比較的小さい口径で、300g-1kg程度の砲弾を発射した。砲弾には鉛の玉の他に金属片などが用いられ、飛散した際に多数を殺傷することができた。主として野戦砲として用いられたほか、艦砲としても使用された。